# عبد الله العثمان
أ.د.عبد الله بن عبد الرحمن عبد الله العثمان  ولد عام 1381 هـ في نعجان - الخرج مدير لجامعة الملك سعود من 3/3/1428 هـ حتى عام 1433 هـ .وشهدت الجامعة في عهده نهضة ملحوظة.

## تغيرات بعد إدارته
تغيرت ملامح جامعة الملك سعود بعد إدارة العثمان, وشمل هذا التغير كافة الأصعدة الأكاديمية والمالية والإدارية والبنية التحتية والمشاريع المعرفية بمختلف أنواعها.

## من أعماله
العثمان تم وضع خطة أستراتيجية طويلة المدى وقد جاء هذا المشروع ليسهم في نقل الجامعة إلى مصاف الجامعات العالمية التي تتبنى اقتصاديات المعرفة والاستثمار في العقل البشري. وتبني شراكات مجتمعية وعالمية تحقق من خلالها الرؤى والتطلعات التي تقود إلى الإبداع والتميز, وترسيخ مفهوم البحث العلمي والتميز الأكاديمي, تم تحويل المساحات الترابية التي تقع في ثاني أكبر حرم جامعي في العالم بعد هارفرد إلى مشاريع عملاقة منها:
- وادي الرياض للتقنية.
- معهد الملك عبدالله لتقنية النانو.
- أوقاف الجامعة.
- توسيع المستشفى الجامعي.
- مجمع كليات البنات.
- إسكان أعضاء هيئة التدريس الثاني.
- البداء بتصنيع أول سيارة سعودية ذات دفع رباعي غزال 1.

وغيرها.

### تعليمه
- البكالوريوس 1405هـ كلية علوم الأغذية والزراعة من جامعة الملك سعود.
- الماجستير 1410هـ كلية الزراعة جامعة أريزونا في الولايات المتحدة الأمريكية
- الدكتوراه 1412هـ كلية الزراعة جامعة أريزونا في الولايات المتحدة الأمريكية

### الخبرات العملية
مديراً لجامعة المك سعود من 3/3/1428 هـ وحتى 11/8/1433 هـ حيث أُعفي من منصبه.
- وكيل وزارة التعليم العالي للشؤون التعليمية من 9/3/1424هـ وحتى 2/3/1428 هـ.
- وكيل جامعة الملك سعود للدراسات والتطوير والمتابعة من 3/6/1423هـ حتى 8/3/1424هـ.
- عميد شؤون الطلاب بجامعة الملك سعود ورئيس مجلس إدارة صندوق الطلاب من 22/10/1418هـ وحتى 2/6/1423هـ.
- وكيل عمادة شؤون الطلاب للإسكان والتغذية ونائب رئيس مجلس إدارة صندوق الطلاب من 1/2/1415هـ وحتى 21/10/1418هـ.

| سبقه عبد الله بن محمد الفيصل | مدير جامعة الملك سعود 1433–1428 | تبعه بدران بن عبدالرحمن العمر |

## إحالات
1. ↑  نبذة عن الدكتور عبدالله العثمان.[وصلة مكسورة] "نسخة مؤرشفة". مؤرشف من الأصل في 2020-03-09. اطلع عليه بتاريخ 2020-04-13.{{استشهاد ويب}}:  صيانة الاستشهاد: BOT: original URL status unknown (link)
2. ↑  مقال عن الدكتور عبدالله العثمان. نسخة محفوظة 04 مارس 2016 على موقع واي باك مشين.